# Warwick (Georgia)
Warwick è una città degli Stati Uniti d'America, situata in Georgia, nella Contea di Worth.